# Tablica asocjacyjna
Tablica asocjacyjna, tablica skojarzeniowa, mapa, słownik (ang. associative array, map, dictionary) – nazwa dla powszechnie stosowanego w informatyce abstrakcyjnego typu danych, który przechowuje pary (unikatowy klucz, wartość) i umożliwia dostęp do wartości poprzez podanie klucza.
Formalnie typ tablicy asocjacyjnej odpowiada zbiorowi skończonych funkcji częściowych z typu klucza tablicy w typ wartości tablicy. Wiele złożonych danych jest naturalnie reprezentowanych przez tego typu tablice – np. drzewa plików, nagłówki poczty, a nawet wszystkie atrybuty obiektu czy przestrzeń nazw zmiennych.
Tablice asocjacyjne realizowane są jako drzewa poszukiwań (BST, AVL, trie itp.) lub tablice mieszające. Typ danych klucza może być praktycznie dowolny. Najczęściej są to łańcuchy znaków (napisy), ale także liczby (całkowite, zmiennoprzecinkowe, zespolone), krotki itp.

## Cechy tablic asocjacyjnych
- Najczęściej próba przypisania wartości do nieistniejącego klucza powoduje automatyczne utworzenie klucza i wówczas następuje zwykłe przypisanie.
- Na ogół przypisanie nowej wartości do istniejącego klucza zastępuje poprzednią wartość, ale np. w języku OCaml z kluczami powiązane są listy wartości i przypisanie wartości do klucza powoduje tak naprawdę dopisanie jej na początek listy.
- Sięgnięcie do nieistniejącego klucza zwykle kończy się błędem, ale np. w języku AWK zwracany jest pusty łańcuch znaków.

Istniejące implementacje tablic asocjacyjnych, bądź to dostępne bezpośrednio w danym języku programowania, bądź jako oddzielna biblioteka programistyczna na ogół oferują większą funkcjonalność niż tylko przypisanie wartości do klucza i pobranie wartości. Może ona obejmować następujące operacje:
- usunięcie pary (klucz, wartość);
- stwierdzenie, czy dany klucz znajduje się w tablicy (bez pobierania wartości);
- pobranie listy wszystkich kluczy lub przynajmniej możliwość iterowania po niej;
- pobranie listy wszystkich wartości;
- pobranie listy wszystkich par (klucz, wartość).

## Tablice asocjacyjne w różnych językach programowania

### AWK
W języku AWK tablica asocjacyjna nazywana jest tablicą (array). Kluczem może być pojedyncze wyrażenie (zamieniane zawsze na łańcuch znaków), albo lista wyrażeń, które są sklejane razem, a ciąg je separujący jest określony przez zmienną SUBSEP.
```
tablica["Wikipedia"] = "Wolna encyklopedia";
tablica[10, 12, 2006] = "środa";
tablica[255] = 0xff;
if ("Wikipedia" in tablica)
	print tablica["Wikipedia"];
```

### C++
W standardowej bibliotece języka C++ istnieje szablon map, który przyjmuje jako parametry dwa typy danych: typ klucza i typ wartości.
```
#include
 
<iostream>

#include
 
<map>

using
 
namespace
 
std
;

map
<
string
,
 
int
>
 
liczba_dni
;
 
// klucze typu string, wartości typu int

liczba_dni
[
"styczeń"
]
 
=
 
31
;
 
// wstawienie pary klucz, wartość

liczba_dni
[
"luty"
]
    
=
 
28
;

liczba_dni
[
"marzec"
]
  
=
 
31
;

if
 
(
rok_przestępny
)

   
liczba_dni
[
"luty"
]
 
=
 
29
;
 
// zmiana wartości związanej z kluczem "luty"

// wyszukanie wartości klucza metodą 'find'

if
 
(
liczba_dni
.
find
(
"marzec"
)
 
==
 
liczba_dni
.
end
())

    
cout
 
<<
 
"klucz 'marzec' nie występuje w tablicy"
;

else

    
cout
 
<<
 
"liczba dni w marcu = "
 
<<
 
liczba_dni
[
"marzec"
];

```

### PHP
```
$tablica
 
=
 
array
(
"klucz"
 
=>
 
"wartosc"
,

                 
"nowy_klucz"
 
=>
 
2
);

// lub też:

$tablica
[
"klucz"
]
 
=
 
"wartosc"
;

$tablica
[
"nowy_klucz"
]
 
=
 
2
;

//od PHP 5.4

$tablica
 
=
 
[
"klucz"
 
=>
 
"wartosc"
,
 
"inny_klucz"
 
=>
 
1
];

```

### Perl
```
$tablica_asocjacyjna
{
"nazwa_elementu"
}

%kolejna_tablica_asocjacyjna
 
=
 
(
apple
  
=>
 
"red"
,
 
banana
 
=>
 
"yellow"
,
 
);

```

### JavaScript
W języku JavaScript każdy obiekt jest tablicą asocjacyjną.
```
var
 
tab_asoc
 
=
 
{};

tab_asoc
[
"klucz"
]
=
"wartość"
;

//co jest równoważne

tab_asoc
.
klucz
=
"wartość"
;

```

### Python
W języku Python tablice są nazywane słownikami (dictionary, dict). Kluczem może być dowolny obiekt, która posiada metodę __hash__. Jeśli chodzi o typy wbudowane, jako klucze mogą służyć liczby całkowite, zmiennoprzecinkowe, zespolone, łańcuchy znaków (zwykłe i unikodowe), niemodyfikowalne zbiory (immutable sets), krotki, a nawet funkcje. Natomiast listy, modyfikowalne zbiory ani słowniki nie mogą być kluczami.
```
tablica
 
=
 
{
"Wikipedia"
:
 
"Wolna encyklopedia"
,

           
(
10
,
 
12
,
 
2006
):
 
"środa"
,

           
255
:
 
0xff
}

# wypisanie wszystkich kluczy z tablicy

for
 
klucz
 
in
 
tablica
:

 	
print
(
klucz
)

# wypisanie wszystkich wartości z tablicy

for
 
wartosc
 
in
 
tablica
.
values
():

 	
print
(
wartosc
)

# wypisanie jakie wartości są przypisane do jakich kluczy

for
 
klucz
,
 
wartosc
 
in
 
tablica
.
items
():

 	
print
(
klucz
,
 
'=>'
,
 
wartosc
)

# wyświetlenie wartości związanej z kluczem (łańcuchem) "Wikipedia"

if
 
"Wikipedia"
 
in
 
tablica
:

 	
print
(
tablica
[
"Wikipedia"
])

print
(
tablica
.
get
(
"Wikipedia"
,
 
"brak klucza 'Wikipedia'"
))

```

### Lua
```
tablica
 
=
 
{

    
klucz
 
=
 
'wartość'
,

    
innyklucz
 
=
 
'innawartosc'

}

-- w przypadku kiedy klucz ma więcej niż jeden wyraz lub jest liczbą

tablica
 
=
 
{

    
[
'klucz numer 1'
]
 
=
 
'wartosc'
,

    
[
'2'
]
 
=
 
'innawartosc'

}

-- lub inny zapis:

tablica
 
=
 
{}

tablica
[
"klucz"
]
 
=
 
"wartosc"

-- lub

tablica
.
klucz
 
=
 
'wartosc'

```

### Object Pascal
W bibliotece VCL środowiska Delphi istnieje klasa generyczna TDictionary, która przyjmuje dwa typy danych jako parametry: typ klucza i typ wartości. Poniższy kod kompiluje się od wersji Delphi XE3, ponieważ użyto w nim rekordów pomocników (record helpers).
```
program
 
LiczbaDniRoku
;

{$APPTYPE CONSOLE}

uses

  
System
.
SysUtils
,
 
System
.
Generics
.
Collections
,
 
System
.
DateUtils
;

var

  
LiczbaDni
:
 
TDictionary
<
String
,
 
Integer
>;
 
// klucze typu String, wartości typu Integer

begin

  
// utworzenie słownika

  
LiczbaDni
 
:=
 
TDictionary
<
String
,
 
Integer
>.
Create
;

  
LiczbaDni
.
Add
(
'styczeń'
,
 
31
)
;
 
// wstawienie pary: klucz, wartość

  
LiczbaDni
.
Add
(
'luty'
,
 
28
)
;

  
LiczbaDni
.
Add
(
'marzec'
,
 
31
)
;

  
// podaje liczbę kluczy przechowywaną w słowniku

  
Writeln
(
'liczba dodanych miesiecy: '
,
 
LiczbaDni
.
Keys
.
Count
.
ToString
)
;

  
// korekta liczby dni 'lutego', gdy rok jest przestępny

  
if
 
DaysInAYear
(
2000
)
 
=
 
366

   
then
 
LiczbaDni
[
'luty'
]
 
:=
 
29
;
 
// zmiana wartości związanej z kluczem "luty"

  
// wyszukanie wartości klucza w słowniku

  
if
 
LiczbaDni
.
ContainsKey
(
'marzec'
)

    
then
 
Write
(
'liczba dni w marcu = '
,
 
LiczbaDni
[
'marzec'
])

    
else
 
Write
(
'klucz "marzec" nie występuje w słowniku'
)
;

  
// usunięcie słownika

  
LiczbaDni
.
Free
;

  
// zatrzymanie okna konsoli

  
Readln
;

end
.

```

W bibliotece FCL środowiska Lazarus, które używa kompilatora FPC, istnieje klasa generyczna TFPGMap. Przyjmuje ona dwa typy danych jako parametry: typ klucza i typ wartości. W środowisku Lazarus można też korzystać z klasy TDictionary, która jest dostępna w module Generics.Collections i działa podobnie jak ta z biblioteki VCL. Poniższy kod kompiluje się od wersji 2.6 kompilatora FPC, ponieważ użyto w nim rekordów pomocników (record helpers).
```
program
 
LiczbaDniRoku
;

uses

  
SysUtils
,
 
DateUtils
,
 
Fgl
;

var

  
LiczbaDni
:
 
specialize
 
TFPGMap
<
String
,
 
Integer
>;
 
// klucze typu String, wartości typu Integer

begin

  
// utworzenie słownika

  
LiczbaDni
 
:=
 
specialize
 
TFPGMap
<
String
,
 
Integer
>.
Create
;

  
LiczbaDni
.
Add
(
'styczeń'
,
 
31
)
;
 
// wstawienie pary: klucz, wartość

  
LiczbaDni
.
Add
(
'luty'
,
 
28
)
;

  
LiczbaDni
.
Add
(
'marzec'
,
 
31
)
;

  
// podaje liczbę kluczy przechowywaną w słowniku

  
Writeln
(
'liczba dodanych miesiecy: '
,
 
LiczbaDni
.
Count
.
ToString
)
;

  
// korekta liczby dni 'lutego', gdy rok jest przestępny

  
if
 
DaysInAYear
(
2000
)
 
=
 
366

   
then
 
LiczbaDni
[
'luty'
]
 
:=
 
29
;
 
// zmiana wartości związanej z kluczem "luty"

  
// wyszukanie wartości klucza w słowniku

  
if
 
LiczbaDni
.
IndexOf
(
'marzec'
)
 
>
 
-
1

    
then
 
Write
(
'liczba dni w marcu: '
,
 
LiczbaDni
[
'marzec'
])

    
else
 
Write
(
'klucz "marzec" nie występuje w słowniku'
)
;

  
// usunięcie słownika

  
LiczbaDni
.
Free
;

  
// zatrzymanie okna konsoli

  
Readln
;

end
.

```